# 斯卡加峡湾

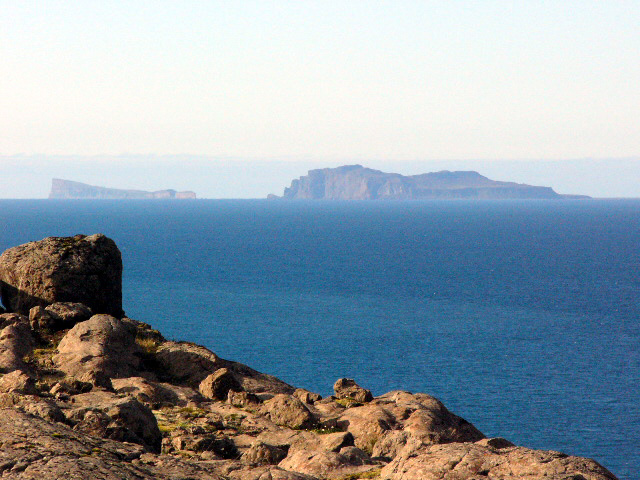
斯卡加峡湾

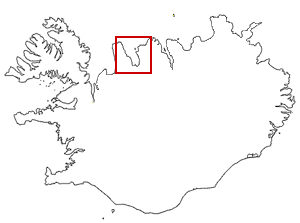
斯卡加峡湾在冰岛的位置

65°54′N 19°35′W / 65.900°N 19.583°W
斯卡加峡湾位于冰岛北部，西为斯卡加半岛，东为 Tröllaskagi 半岛，北与格陵兰海相通。长约40公里，宽约15公里。斯卡加峡湾是冰岛农业最为繁荣地区之一，以养马而出名，故有“马谷”之称。